# 劉廷柱
劉廷柱（？—1603年），號初陽，湖廣武昌府江夏縣民籍，江西南昌府南昌縣人，明朝政治人物。

## 生平
萬曆十年（1582年）壬午科湖廣鄉試舉人，萬曆二十年（1592年）壬辰科三甲第三十一名進士。兵部觀政，授河南寧陵縣知縣，二十三年告改青州府儒學教授，二十六年遷山東兗州府同知，二十九年升兗州府知府，三十一年卒。

## 家族
曾祖劉昇；祖父劉硨；父劉伯略。